# Lloyds Banking Group
Lloyds Banking Group plc este o instituție financiară britanică formată prin achiziția HBOS de către Lloyds TSB în 2009. Este una dintre cele mai mari organizații de servicii financiare din Marea Britanie, cu 30 de milioane de clienți și 65.000 de angajați. Patrimoniul grupului se extinde pe 320 de ani, datând de la fondarea Bank of Scotland de către Parlamentul Scoției în 1695.